# Diabolik (film, 2021)
Pour les articles homonymes, voir Diabolik (homonymie).
Série
Diabolik: Ginko all'attacco
(2022)
Pour plus de détails, voir Fiche technique et Distribution.
Diabolik est un film italien réalisé par Marco et Antonio Manetti et sorti en 2021.
Le film est l'adaptation cinématographique de la bande dessinée homonyme créée par Angela et Luciana Giussani, et se concentre sur la première rencontre entre le célèbre voleur et sa partenaire et complice Eva Kant, qui a lieu dans le troisième numéro de la série originale, L'arresto di Diabolik. C'est la deuxième fois que ce personnage est porté à l'écran, après Danger : Diabolik ! (Diabolik) réalisé par Mario Bava en 1968.
Le protagoniste Diabolik est incarné par Luca Marinelli, tandis que Miriam Leone et Valerio Mastandrea interprètent respectivement Eva Kant et l'inspecteur Ginko. 

## Synopsis
Dans les années 1960, la ville européenne (fictive) de Clerville est terrorisée par un voleur aussi impitoyable qu'insaisissable. Personne ne connaît son identité ou son visage, seulement son surnom Diabolik. La seule certitude est que toute personne qui entre en contact avec lui meurt. À l'insu de tous, Diabolik vit sous l'identité de Walter Dorian dans une élégante villa en compagnie de sa fiancée Elisabeth Gay, qui ignore tout de sa double vie et qui croit qu'il est absent pour des « raisons professionnelles » non précisées.
Un jour, la belle et riche Eva Kant arrive en ville. Elle porte sur elle un bijou précieux, le diamant rose, qui captive l'attention de Diabolik. Alors qu'Eva séjourne dans le meilleur hôtel de la ville, Diabolik décide de tenter un coup : il tue le serveur que le directeur avait mis à son service, il prend sa place  et parvient à s'introduire dans sa suite. Mais au moment d'ouvrir le coffre-fort, il est surpris par Eva. Il la menace d'un couteau sous la gorge, mais elle n'est nullement effrayée et continue de le provoquer en lui révélant que le diamant est un faux. Elle a vendu l'original il y a quelque temps, avec beaucoup d'autres choses, pour rembourser des personnes qui la faisaient chanter parce qu'elles étaient en possession d'informations compromettantes sur elle. Diabolik ne la croit pas, mais Eva, en réponse, le met au défi de faire expertiser le bijou. Incrédule et irrité, Diabolik prend le bijou, l'avertissant que si elle tente de le tromper, il reviendra pour la tuer. Eva, en revanche, lui demande de lui rapporter le diamant une fois la falsification vérifiée, car elle en a besoin pour ses soirées mondaines (ne voulant pas donner lieu à des indiscrétions sur sa situation financière réelle). De retour dans son repaire, Diabolik examine le bijou et se rend compte qu'Eva lui a dit la vérité : la pierre est un faux, mais d'une facture exceptionnelle.
Le lendemain, Diabolik revient dans la suite d'Eva Kant sous l'apparence d'un serveur et lui rend la pierre, mais Eva devine la véritable identité de l'homme qui se trouve en face d'elle et lui fait comprendre qu'elle aimerait le revoir. Diabolik, incrédule que cette femme ne soit pas le moins du monde terrifiée par sa présence, enlève son masque. C'est le coup de foudre entre les deux et ils s'embrassent passionnément. Eva se révèle être une digne complice lorsque le directeur de l'hôtel fait irruption dans la chambre : Diabolik se cache dans une armoire et Eva parvient à couvrir sa fuite, en exploitant sa ruse et sa connaissance du code Morse.
Pendant ce temps, Elizabeth, soupçonnant avoir vu un homme sortir d'une trappe dans le jardin pendant la nuit, inspecte la pelouse du jardin. Elle parvient à actionner l'ouverture de la trappe qui dissimule un escalier souterrain menant à une cave où Diabolik range ses différents masques. Elle décide alors d'alerter la police. L'inspecteur Ginko parvient à tendre un piège et à arrêter Diabolik, qui est mis aux arrêts en attente d'un procès. Lorsque le procès a lieu, Eva est présente et Diabolik parvient à communiquer à nouveau avec elle au moyen du morse (il cligne des yeux, elle tapote sa joue avec son doigt) et lui donne des instructions pour organiser une évasion. Eva exécute le plan : elle use de son influence sur le vice-ministre Giorgio Caron (son admirateur et maître-chanteur qui la contraint à se fiancer officiellement avec lui) pour obtenir un entretien à huis clos avec l'accusé la nuit précédant son exécution. Au cours de l'entretien, Caron est drogué et remplacé par Diabolik, qui prend la place du vice-ministre à sa sortie de prison. Peu avant l'exécution, Ginko pressent la vérité mais ne parvient pas à arrêter le bourreau à temps et Giorgio Caron finit par être guillotiné.
Eva et Diabolik sont libres, et prêts à commencer leur vie ensemble. Ils décident de se rendre dans la ville portuaire de Ghenf, où se trouve la banque dans laquelle Giorgio Caron avait déposé le produit de son chantage. Diabolik organise le casse du coffre-fort de Caron, mais ne laisse pas Eva y participer, lui disant qu'elle n'est pas encore prête. Avant l'opération, Diabolik tâche de prévoir méticuleusement et froidement toutes les mésaventures qui pourraient gêner son braquage. Mais alors que tout semble bien se passer, Ginko parvient une fois de plus à le rattraper. Seule l'intervention d'Eva (qui, contrairement à ce qui lui avait intimé Diabolik, n'avait pas attendu à la maison) sauve Diabolik de l'arrestation.
Quelques jours plus tard, les deux amants sont sur un bateau et Diabolik offre à Eva le véritable diamant rose, trouvé dans le coffre de Giorgio Caron (il l'avait racheté à ceux qui l'avaient acquis pour Eva). Mais elle le jette à la mer, disant qu'il lui rappelle un passé désagréable, et que dorénavant sa vie est auprès de lui.

## Fiche technique
- Titre original : Diabolik[2]
- Réalisateur : Marco et Antonio Manetti
- Scénario : Michelangelo La Neve (it), Mario Gomboli, Marco et Antonio Manetti d'après les personnages créés par Angela et Luciana Giussani
- Photographie : Francesca Amitrano (it)
- Montage : Federico Maria Maneschi
- Effets spéciaux : Simone Silvestri
- Musique : Pivio et Aldo De Scalzi
- Maquillage : Claudia Bastia
- Production : Marco et Antonio Manetti, Paolo Del Brocco (it), Carlo Macchitella (it)
- Société de production : Mompracem, Rai Cinema
- Pays de production :  Italie
- Langue originale : italien
- Format : Couleurs - 2,39:1
- Durée : 133 minutes
- Genre : action, aventures, policier
- Dates de sortie :
  - Italie : 16 décembre 2021[3]

## Distribution
- Luca Marinelli : Diabolik
- Miriam Leone : Eva Kant
- Valerio Mastandrea : Inspecteur Ginko
- Alessandro Roja (it) : Giorgio Caron
- Claudia Gerini : Mme Morel
- Serena Rossi : Elisabeth
- Roberto Citran : le directeur d'hôtel
- Vanessa Scalera : la secrétaire de Caron
- Pier Giorgio Bellocchio : agent Palmer
- Stefano Pesce (it) : le procureur
- Massimo Triggiani (it) : l'avocat
- Daniela Piperno (it) : la directrice de banque
- Antonino Iuorio (it) : le directeur de la prison
- Davide Devenuto (it) : le commissaire Driskell

## Production

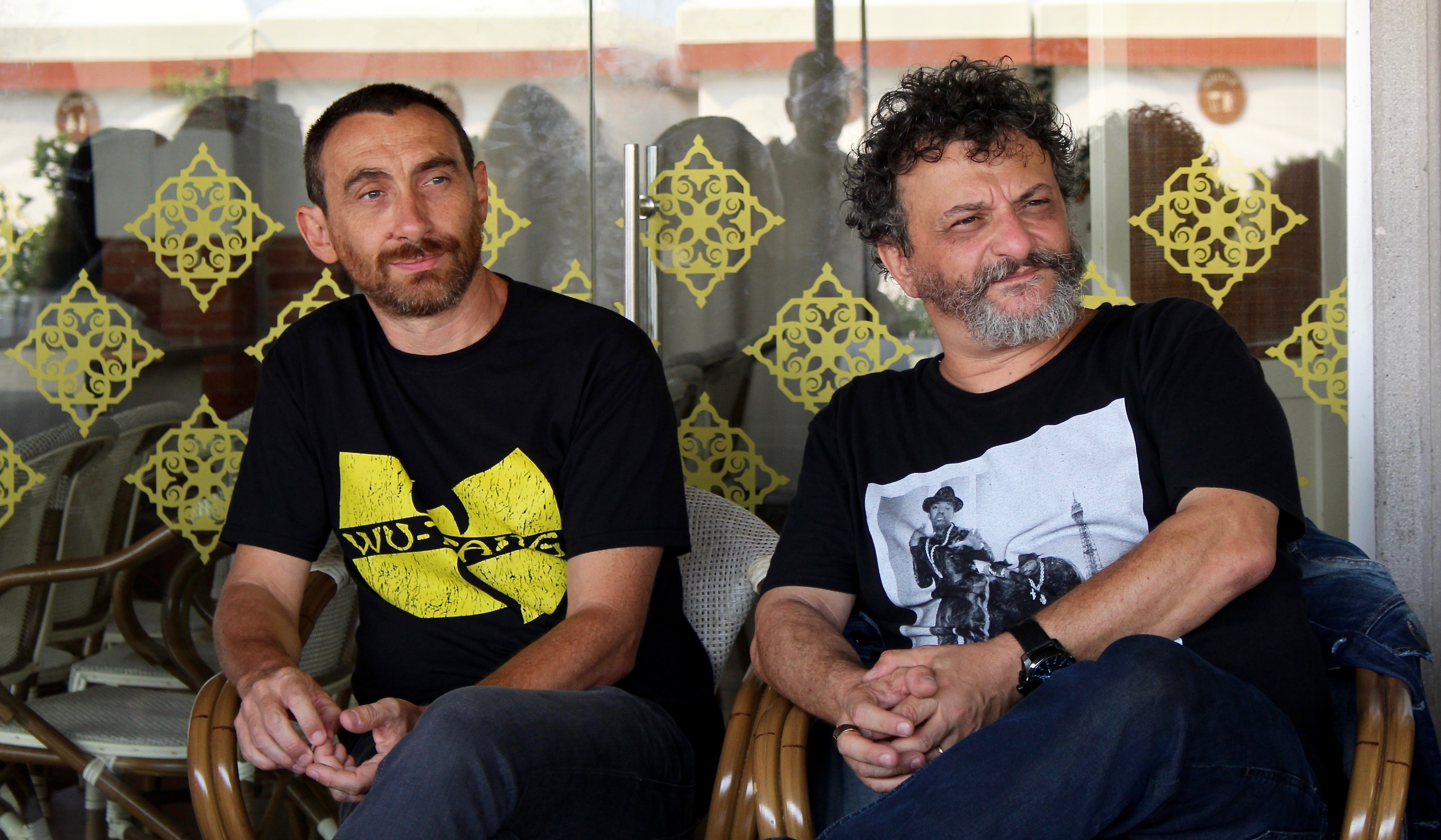
Les réalisateurs Marco et Antonio Manetti.

### Genèse et développement
Lors de l'édition 2018 des Giornate Professionale di Sorrento, a été annoncé le tournage du film, produit par Mompracem et Rai Cinema en association avec la maison d'édition Astorina, détentrice des droits et éditrice de la série de bandes dessinées Diabolik, et avec le soutien des commissions cinématographiques d'Émilie-Romagne, du Frioul-Vénétie Julienne et du Val d'Aoste.
L'idée de ramener Diabolik sur grand écran, plus d'un demi-siècle après la précédente adaptation, est née des frères Manetti, réalisateurs et scénaristes mais aussi grands lecteurs de la bande dessinée. Le projet s'est concrétisé au contact de Mario Gomboli, l'auteur de la série des Diabolik édité par Astorina, qui a été positivement impressionné par les œuvres précédentes des Manetti telles que L'ispettore Coliandro et Ammore e malavita. Il a commenté la genèse du projet : « ce qui m'a fait comprendre que j'avais finalement affaire aux bonnes personnes, c'est leur passion, leur connaissance du personnage et de ses particularités. Je dis "enfin" non par hasard, compte tenu de plusieurs expériences antérieures malheureuses ».

### Scénario
On annonce que le script est terminé à l'occasion du salon de la bande dessinée Cartoomics (it) qui s'est déroulé en mars 2019 dans la ville lombarde de Rho. Il a été écrit par les frères Manetti, le scénariste Michelangelo La Neve (it) et Mario Gomboli, éditeur historique de la bande dessinée.
En mars 2019, à Cartoomics à Rho, a été confirmé l'achèvement du sujet, écrit dans les mois précédents par les frères Manetti, le scénariste Michelangelo La Neve et Mario Gomboli, éditeur historique de la bande dessinée. L'équipe a ensuite continué à travailler sur le scénario.

### Attribution des rôles

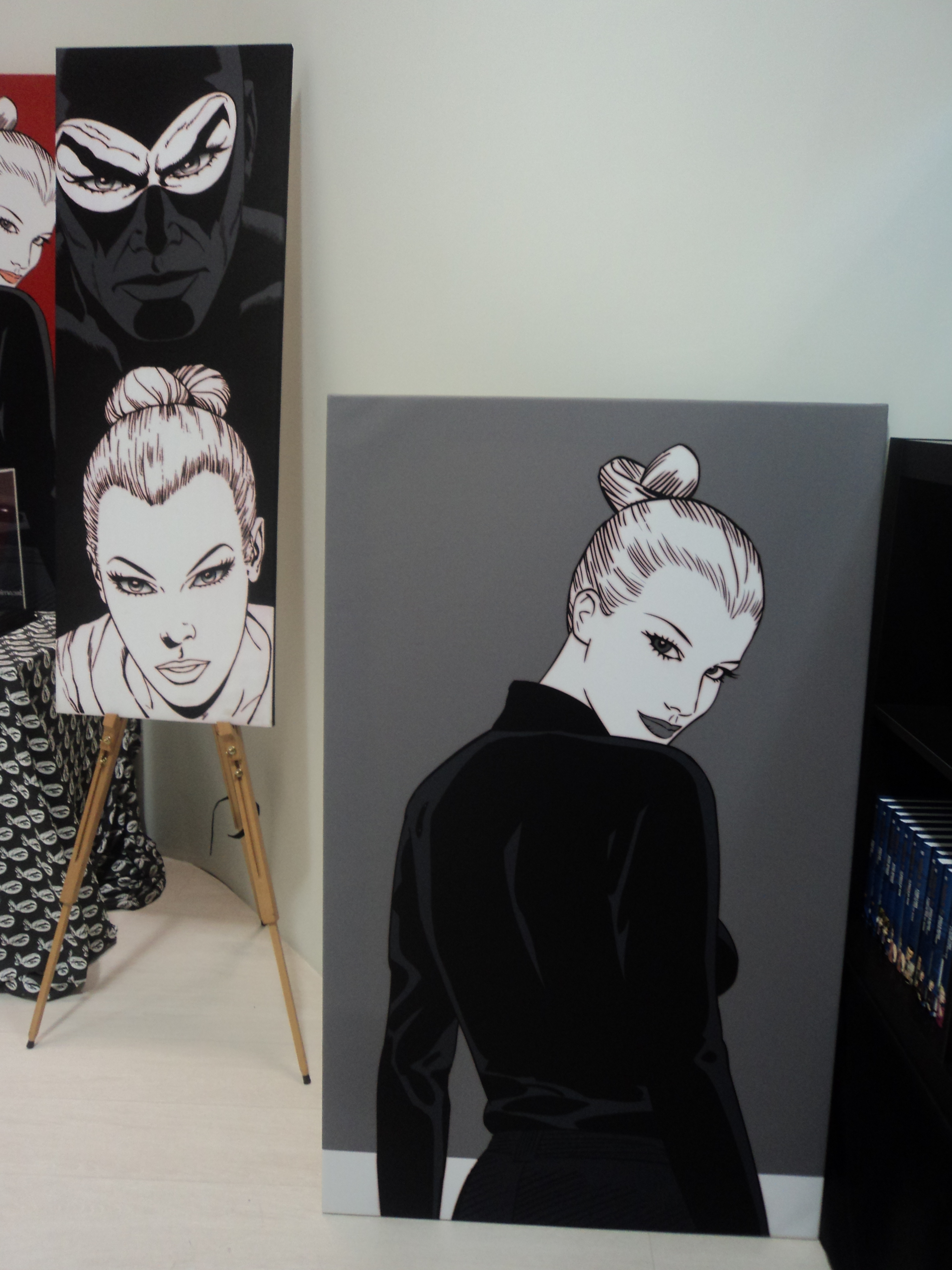
Dessins d'Eva Kant et de Diabolik dans la bande dessinée originale.

En juin 2019, les acteurs principaux sont annoncés : Luca Marinelli, Miriam Leone et Valerio Mastandrea, jouant respectivement Diabolik, Eva Kant et l'inspecteur Ginko.
Le mois suivant, dans le cadre du Ciné à Riccione, les frères Manetti confirment l'arrivée de Serena Rossi dans le projet ainsi que leur intention de constituer une distribution composée uniquement d'acteurs italiens ; et en effet, en septembre de la même année, les rôles secondaires sont attribués aux acteurs italiens Claudia Gerini, Alessandro Roja (it), Vanessa Scalera, Luca Di Giovanni, Antonino Iuorio (it) et Stefano Pesce (it).

### Tournage
Le 30 septembre 2019, le tournage du film a commencé ; les réalisateurs avaient souligné comme une particularité de Diabolik son caractère italien par rapport à d'autres fumetti, et à leur volonté de tourner le film en Italie.
Les trois premiers jours de tournage ont lieu à Courmayeur, du 30 septembre au 2 octobre 2019 ; puis la production se déplace à Bologne, où sont tournées des scènes en extérieur de poursuite en voiture sur la Via Marconi ainsi que des scènes en intérieur au Grand Hôtel Majestic ; le tournage à Bologne alterne avec celui à Milan. Trieste est utilisée pour le décor de la ville maritime de Ghenf : en particulier, la gare maritime est utilisée pour les extérieurs de la Banque centrale de Ghenf. En décembre, l'équipe de tournage se déplace à Mezzano, dans la province de Ravenne.
Le budget du film était d'environ 10 millions d'euros.

### Bande originale
La bande originale du film est signée Pivio et Aldo De Scalzi, collaborateurs historiques des frères Manetti, tandis que Manuel Agnelli (it) interprète deux chansons originales : La profondità degli abissi et Pam pum pam.

## Exploitation
Le 24 juin 2020, la première affiche du film est présentée, tandis que la première bande-annonce est diffusée le 16 octobre 2020. Le 21 juillet 2021, la bande-annonce étendue a été mise à disposition, tandis que le 14 octobre suivant, les frères Manetti ont dévoilé les cinq premières minutes du film au Festival du film de Rome.
La sortie du film dans les cinémas italiens, initialement prévue pour le 31 décembre 2020, a été reportée en raison de la pandémie de COVID-19 au 16 décembre 2021, après avoir été présenté en avant-première le 15 décembre 2021 en clôture de la 31e édition du festival Noir in.

### Entrées en salles
Diabolik a fait ses débuts dans les salles de cinéma italiennes avec une recette brute de 802 369 € lors de son premier week-end d'exploitation, se plaçant en troisième position, et en tête parmi les productions italiennes. Le montant définitif des recettes en Italie est d'environ 2,6 millions d'euros.

### Accueil critique

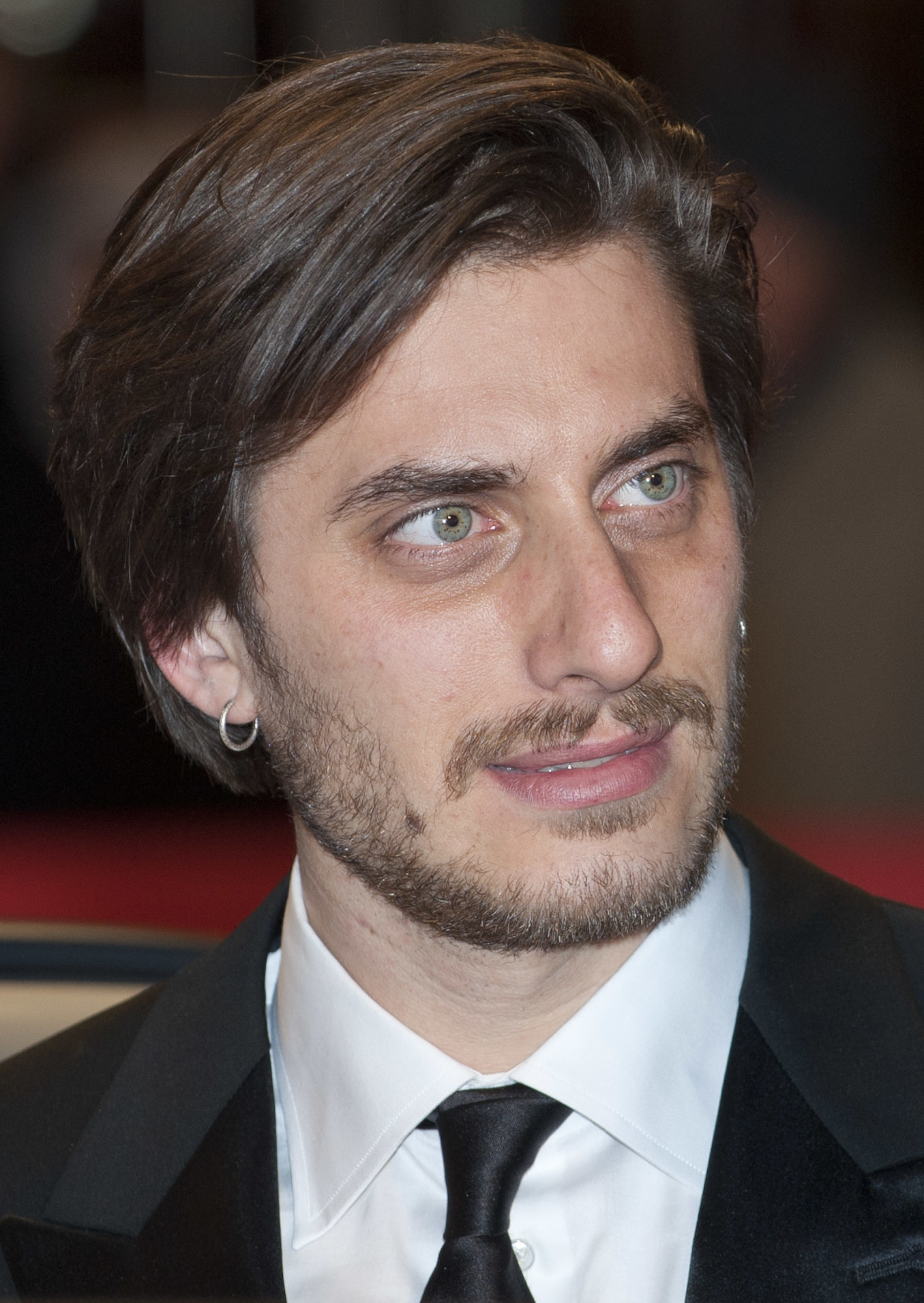
Luca Marinelli incarne Diabolik dans ce film, mais ne fera pas partie des deux suites en préparation.

Les critiques italiens ont exprimé des opinions contrastées sur Diabolik.
Gabriele Niola, de Wired, a décrié le film, notamment les choix d'acteurs, le rythme et l'action, mais a salué le talent de Valerio Mastandrea, qui a su rendre l'abnégation typique du personnage de Ginko, la crédibilité de Miriam Leone dans le rôle de Lady Kant, tandis qu'il a qualifié le jeu de Luca Marinelli de bien négocié mais de trop froid.
En revanche, Giulio Zoppello, d'Esquire, avait une opinion différente, incriminant la distribution pour sa faible ressemblance avec les personnages de la bande dessinée et pour le jeu des acteurs, le scénario trop déséquilibré, les dialogues superflus et la mise en scène des frères Manetti, définie comme trop lourde et manquant d'énergie.
Andrea Peduzzi, d'IGN, a donné au film une note de 8,3 sur 10, trouvant pertinent le choix des deux réalisateurs d'adapter la première histoire sur grand écran avec Eva Kant comme protagoniste, et appréciant la fidélité à la bande dessinée en termes d'esthétique, de découpage et de dialogues. Cependant, Peduzzi lui-même a souligné que les dialogues deviennent lassants en raison de leur caractère didactique et de leur répétitivité.

## Distinctions

### Récompense
- David di Donatello 2022 : David di Donatello de la meilleure chanson originale (it) à Manuel Agnelli (it) pour La profondità degli abissi[31]

### Nominations
- David di Donatello 2022[32].
  - David di Donatello du meilleur scénario adapté aux Frères Manetti et Michelangelo La Neve (it).
  - David di Donatello de la meilleure actrice à Miriam Leone.
  - David di Donatello du meilleur acteur dans un second rôle à Valerio Mastandrea.
  - David di Donatello du meilleur musicien à Pivio et Aldo De Scalzi.
  - David di Donatello du meilleur décorateur à Noemi Marchica et Maria Michela De Domenico.
  - David di Donatello du meilleur créateur de costumes (it) à Ginevra De Carolis.
  - David di Donatello du meilleur maquilleur (it) à Francesca Lodoli.
  - David di Donatello du meilleur coiffeur (it) à Luca Pompozzi.
  - David di Donatello des meilleurs effets visuels (it) à Simone Silvestri.
  - Prix David Giovani (it).

## Suite
En avril 2021, avant même la sortie de l'œuvre, 01 Distribution a annoncé que deux suites étaient en préparation, avec un début de tournage en octobre de la même année ; Giacomo Gianniotti se substitue à Luca Marinelli pour interpréter le rôle de Diabolik. Le film Diabolik: Ginko all'attacco sort en novembre 2022.